# Berghaupten
Berghaupten è un comune tedesco di 2 525 abitanti, situato nel land del Baden-Württemberg.